# Elmer Schialer
Elmer José Germán Gonzalo Schialer Salcedo (Ciudad de Guatemala, 10 de enero de 1960) es un diplomático peruano. Es el actual ministro de Relaciones Exteriores del Perú en el gobierno de Dina Boluarte, desde el 3 de septiembre del 2024.

## Biografía
Nació el 10 de enero de 1960, en Ciudad de Guatemala.
Tras realizar estudios en la Academia Diplomática del Perú, obtuvo el bachiller y la licenciatura en Relaciones internacionales.
Cursó un programa de Maestría en Economía de la Pontificia Universidad Católica del Perú. Además, tiene estudios de postgrado en Ingeniería de sistemas de la Universidad Nacional de Ingeniería y cuenta con una especialización en Derecho Económico Internacional y en Historia del Pensamiento Económico.

### Trayectoria
En 1985 ingresó al Ministerio de Relaciones Exteriores del Perú, pasando a laborar en el Servicio Diplomático de la República.

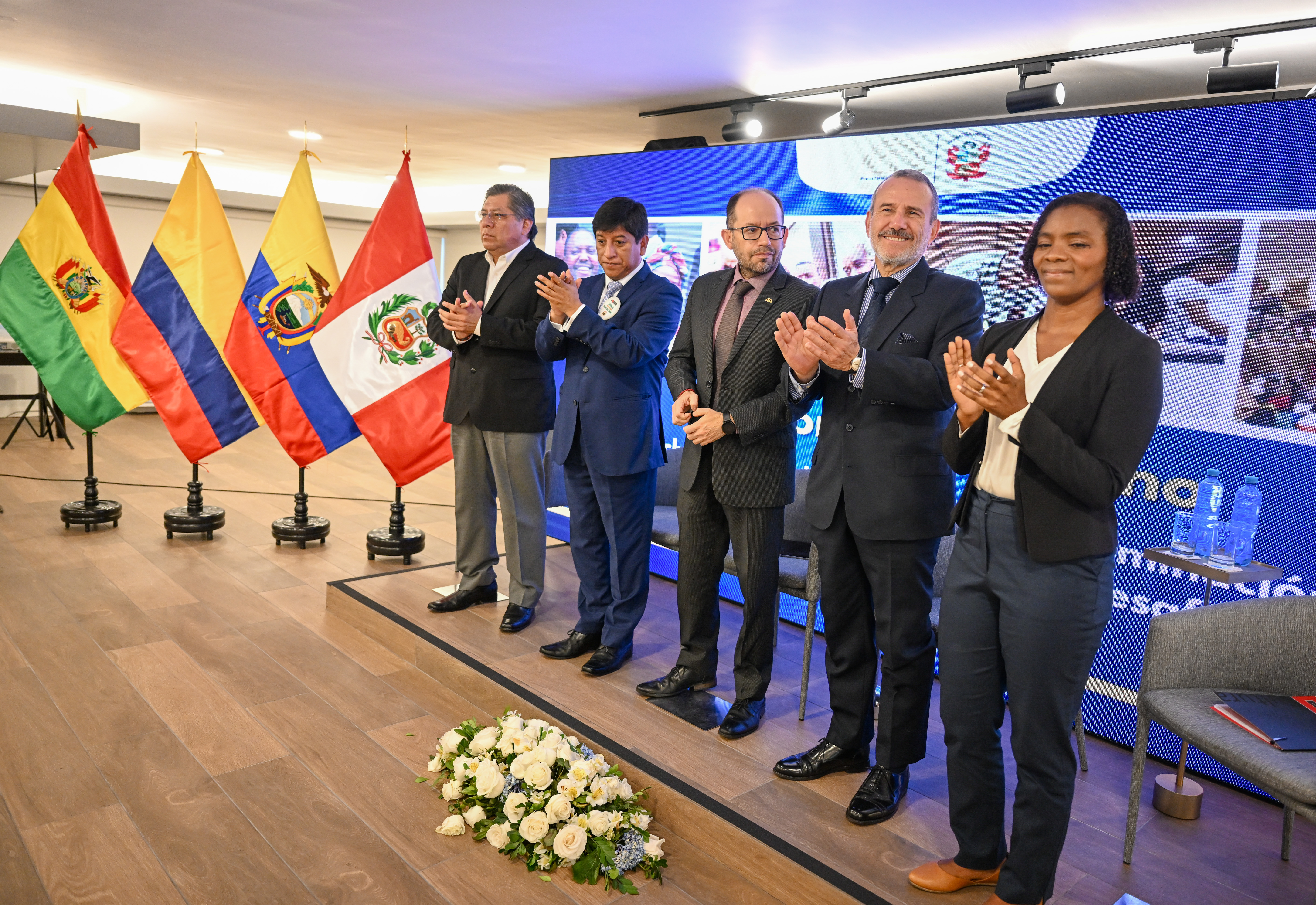
El embajador Elmer Schialer, en el III Foro Internacional Afroandino, organizado por la Comunidad Andina, en junio de 2023.

Ocupó puestos diplomáticos en Washington D. C., Ciudad de México, La Paz, Nueva York, Fráncfort y Ginebra. A fines de 2016 fue nombrado embajador en Alemania, cargo que tomó posesión en febrero de 2017, y en el que se mantuvo hasta fines de 2022. Ha sido también secretario general del Ministerio de Relaciones Exteriores y director general de la Comunidad Andina.
El 10 de marzo del 2024 fue designado director ejecutivo del Capítulo Perú del Plan Binacional de Desarrollo de la Región Fronteriza Perú-Ecuador, así como secretario ejecutivo del Fondo Binacional para la Paz y el Desarrollo, con sede en Lima.
También ha ejercido como profesor de la Universidad de Lima y de la Academia Diplomática de Perú.

### Ministro de Estado
El 3 de septiembre del 2024, fue nombrado y juramentado por la presidenta Dina Boluarte como ministro de Relaciones Exteriores del Perú, en reemplazo de Javier González-Olaechea.